# Xuanzang (personatge de ficció)
|  | Per a altres significats, vegeu «Xuanzang». |

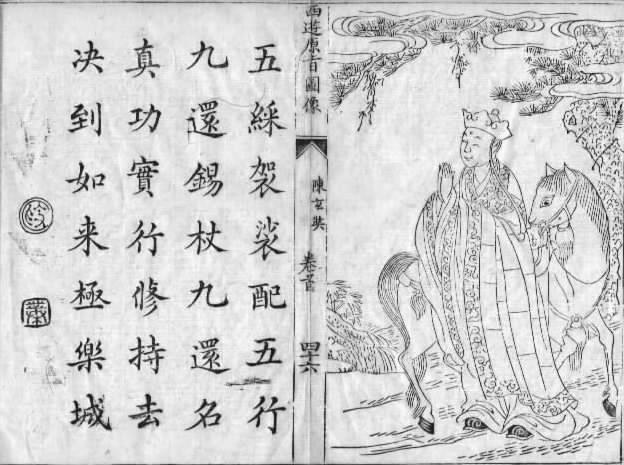
Xuanzang

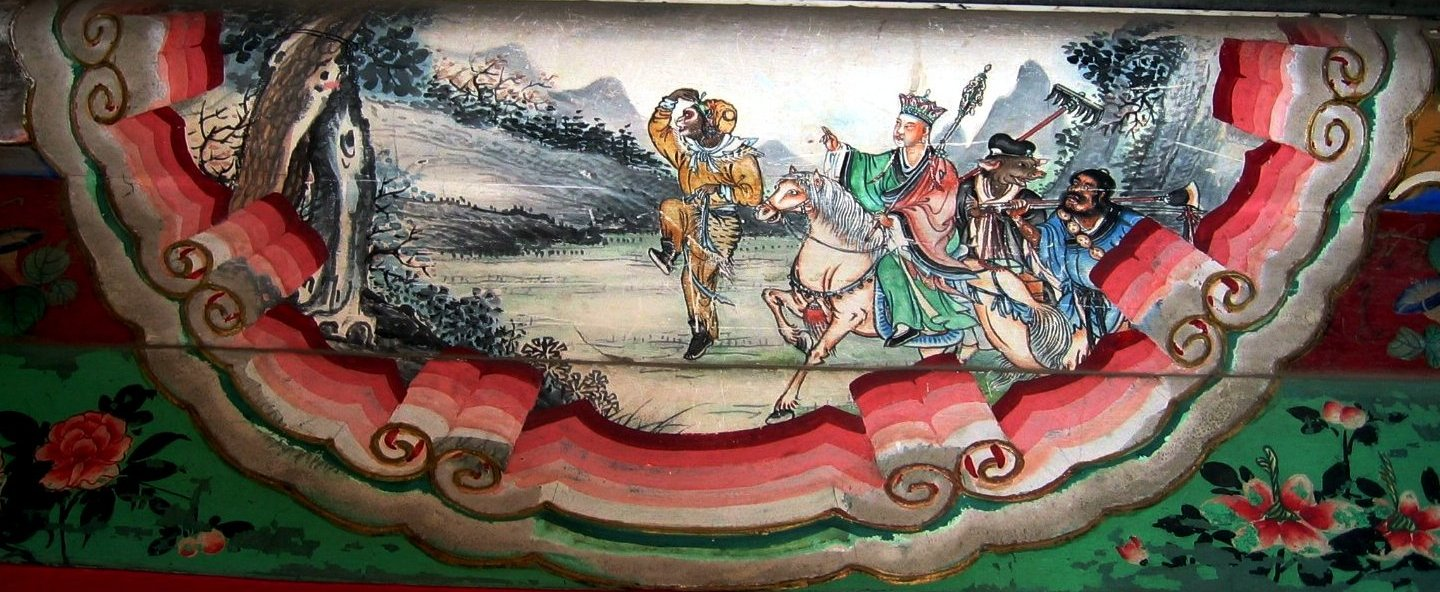
El quatre herois del Viatge a l'Oest, Xuánzàng el segon per la dreta, muntat en un cavall blanc.

El personatge de ficció Xuanzang (xinès tradicional: 玄奘, xinès simplificat: 玄奘, pinyin: 'Xuánzàng', Wade-Giles: 'Hsüan-tsang') és el personatge principal de la novel·la de la xinesa clàssica el Viatge a l'Oest.
En la majoria de la novel·la és conegut com a Táng-sānzàng, el títol Sānzàng (三藏 "tres col·leccions") referint-se a la seva missió de buscar el Sānzàngjīng, les "Tres col·leccions d'Escriptures (budistes)". En algunes traduccions angleses, el títol es representa com Tripitaka (tripitaka, sànscrit; Devanagari: त्रिपिटक és el terme original en sànscrit pel Sānzàngjīng). També sovint referit com Táng-sēng (唐僧 "Tang-monk"), el qual és un nom de cortesia que, igual que el nom original, reflecteix el seu estatus com el "germà" adoptiu de l'emperador Tang, Taizong. Com "Tripitaka" és un personatge principal a la sèrie de culte al Japó Monkey.